# Élixir (jeu)
Pour les articles homonymes, voir Élixir.
Élixir est un jeu de société créé en 1993 par Sylvie Barc, Frédéric Leygonie et Jean-Charles Rodriguez. Il est édité par Asmodée et présenté sous la forme d'un jeu de cartes spécifique.
Il se joue de 3 à 8 joueurs.

## Règle du jeu
Dans ce jeu, chaque joueur incarne un apprenti sorcier. Au début de la partie, chacun dispose de plusieurs cartes « sortilèges » et de plusieurs cartes « trouvailles ». Pour lancer des sorts et appliquer leurs effets, il faut récupérer les ingrédients inscrits sur la carte sortilège. Le premier joueur qui a lancé tous ses sorts gagne la partie,,.
La plupart des cartes « trouvailles » sont des ingrédients bizarres (barbe de troll, dose de bonne humeur, …). Mais il y a aussi des cartes « objets magiques » (qui permettent de contrer un sortilège, ou d'en lancer plus facilement), des cartes « objets inutiles » (qui ne le sont pas toujours), et des « transactions » qui permettent des échanges de cartes entre les joueurs.
Il existe 4 niveaux de sorts nécessitant de 1 à 4 ingrédients. Les effets des sorts peuvent s'appliquer à un seul joueur ou à tous. Les sorts de niveau 1 consistent en majorité par des gages pour les autres joueurs, tandis que les sorts de niveau 4 sont plutôt utiles pour celui qui les jette.
L'un des sorts les plus connus du jeu est « Poil au… » où le joueur doit terminer toutes ses phrases avec une rime en « poil au… ». La plupart des sorts de niveau 1 sont des gages loufoques qu'un joueur doit effectuer tout le long de la partie (sauf si un autre sortilège l'en délivre). La durée du jeu est prévue pour une heure minimum, mais dure généralement plus longtemps lors des premières parties. Il est toutefois possible de prendre un peu moins de sorts lors des premières parties pour réduire le temps et découvrir le jeu plus rapidement.

## Extension
Il existe trois extensions et une compilation des trois :
- Alambic : encore plus de sortilèges ;
- Mandragore : des lieux permettent la production d'ingrédients ;
- Alchimie : utilisation alternatives des ingrédients qui peut chambouler le cours du jeu.